# Для Грузії
Для Грузії (груз. საქართველოსთვის, Сакартвелоствіс) — грузинська центристська політична партія, заснована колишнім прем'єр-міністром Грузії Георгієм Гахарія. Презентація партії відбулася 29 травня 2021 року.

## Історія

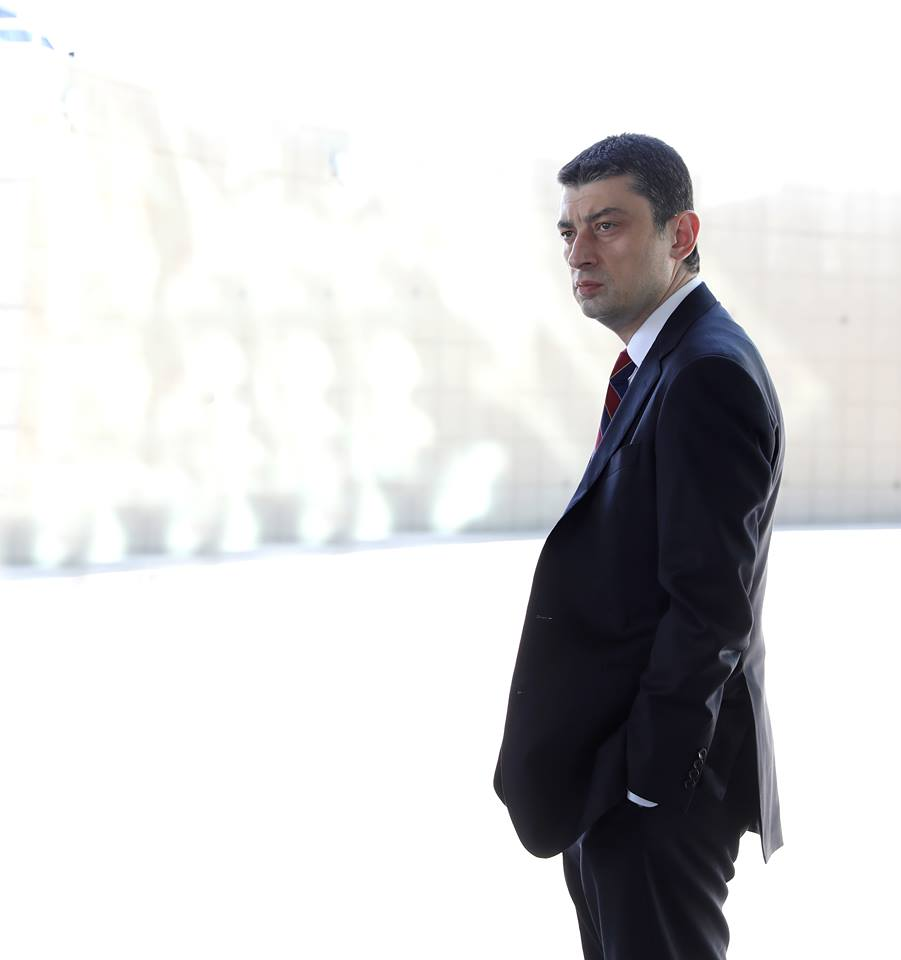
Георгій Гахарія, засновник партії

18 лютого 2021 року Георгій Гахарія подав у відставку з посади прем'єр-міністра. За його словами, було невиправдано заарештовувати голову Єдиного національного руху Ніку Мелія в умовах, коли існує загроза політичної ескалації. За словами Георгія Гахарія, причиною його відставки також стало те, що він не зміг домовитися з командою партії «Грузинська мрія».
22 березня 2021 року Гахарія оголосив, що залишається у політиці та працює над встановленням політичного порядку денного.
14 квітня 2021 року партію «Грузинська мрія» та парламентську більшість покинули депутати Георгій Ходжеванішвілі, Бека Лілуашвілі, Ана Бучукурі, Олександр Моцерелія, Шалва Кереселідзе та Михайло Даушвілі. За словами депутатів, вони створюють нову партію разом з Георгієм Гахарія.
28 травня до партії Георгія Гахарія приєдналися голова Адміністрації Президента Грузії Георгій Абашишвілі та колишній посол Грузії в НАТО Леван Долідзе.
9 липня колишній мер Зугдіді Георгій Шенгалія, який пішов у відставку з посади 2 місяцями раніше, приєднався до партії «Для Грузії».

## Політична програма
Партія «Для Грузії» прагне розробити прагматичну економічну політику, засновану на принципах вільного ринку; створити систему соціального захисту, яка надаватиме основні соціальні послуги для найбільш уразливих верств населення; зміцнити верховенство права та стримування та противаг; децентралізацію; реформувати систему освіти для створення капіталу конкурентоспроможної людини; скоротити бюрократію; вжити активних заходів проти корупції та впливу груп інтересів на державні установи та подальшу інтеграцію Грузії до Європейського Союзу та НАТО.

## Виборчі результати

### Місцеві вибори
| Вибори | Голосів | %   | Мандати  | +/–   |
| ------ | ------- | --- | -------- | ----- |
| 2021   | 137 644 | 7.8 | 115/2068 | Новий |